# Первая Пуническая война
Первая Пуническая война (лат. bellum Punicum primum) — первый из трёх глобальных военных конфликтов между Римской республикой и Карфагенской морской державой за власть над Западным Средиземноморьем в III веке до н. э. Продлившаяся 23 года, она стала самым долгим непрерывным военным конфликтом и самой масштабной морской войной в Античности. Центром столкновений, равно как и камнем преткновения для держав, стала Сицилия. Завершилась победой Римской республики.

## Этимология
Жители Карфагена были этническими финикийцами, уроженцами города Тира в Финикии в исторической Палестине. Этот город разрушил в ходе своих походов царь Македонии Александр III Аргеад. Само слово «финикиец» происходит из греческого языка: именно так древние греки называли тех, кто жил на территории Леванта. И хотя этимология этого слова остаётся неизвестной, его корень происходит от греческого названия пурпурного цвета. В дальнейшем этот термин в видоизменённом виде перешёл и в латинский язык, а затем римляне стали так называть тех финикийцев, что жили рядом с ними, на Западе: «пуны». Это слово применялось как к этническому финикийцу, живущему в Западном Средиземноморье, так и к жителю Карфагена вне зависимости от происхождения. От этого слова и произошёл уже являющийся современным термин «пунический». Сами же финикийцы называли себя либо по городу проживания/происхождения, либо по региону происхождения — Ханаану.

## Источники

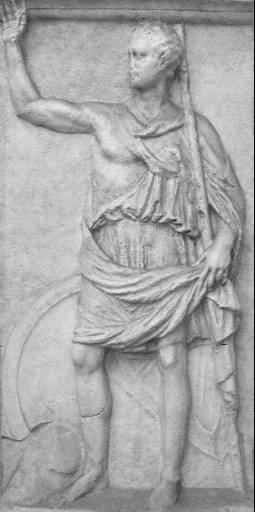
Полибий, наиболее важный из историков Первой Пунической войны

## Предыстория

Сферы влияния в Западном Средиземноморье ко времени заключения первого римско-карфагенского договора

К моменту начала боевых действий и Рим, и Карфаген были уже многолетними устоявшимися государствами, основанными давно и крепко стоявшими на своих землях. Их столицы, Рим и Карфаген, первые поселенцы основали с разницей в примерно 50 лет. Карфаген был основан около 814 года до н. э., а Рим — около 753 года до н. э. После своего возникновения римская держава вела агрессивную экспансию в Италии, покоряя другие государства и народы Апеннинского полуострова, которая завершилась в 270 году до н. э. покорением Регия на юге Италии, на Мессинском проливе. Экспансия Карфагена была иной, поскольку он создал морскую державу, которая представляла собой сеть союзных и покорённых городов по всему Западному Средиземноморью, включая остров Сицилия, на западе которого находились их города Панорм, Солунтум и другие. Восточную часть острова населяли древние греки, нередко враждовавшие с Карфагеном, покоряемые им и снова освобождавшиеся из под иноземного ига.
Рим и Карфаген оставались в добрососедских отношениях вплоть до 264 года до н. э. Между ними существовали различные союзнические договора, а также активная торговля. Межгосударственные отношения начались между ними достаточно давно: согласно Полибию, уже в 509 году до н. э. Карфаген и Рим заключили договор, в основном закреплявший торговые узы. В дальнейшем между государствами продолжали заключаться договоры в основном на ту же тему, однако помимо этого разграничивавшие сферы влияния. Согласно этим документам, Рим в своей экспансии ограничивался «Мысом Справедливости» и городом, обычно отождествляемым с Новым Карфагеном, а также не мог основывать поселения на Сардинии и в Африке и торговать там с кем-то, кроме Карфагена.
Согласно Титу Ливию, этот договор возобновился уже в 306 году до н. э., что антиковед Декстер Хойос посчитал странным из-за распространения римского влияния далеко за пределы первоначального Лация. В историографии данными Тита Ливия порой пренебрегают, считая, что тогда Карфаген и Рим подписали совсем другой договор о сферах влияния. Согласно ему, в зону римского влияния отходил Апеннинский полуостров, а влияние Карфагена распространялось на Сицилию. После предполагаемого, согласно Филину Акрагантскому, нарушения Римом договора из-за его вторжения на Сицилию, его существование могло активно скрываться. Другие пункты этого договора помимо разграничения сфер влияния также неизвестны. Впрочем, военная ситуация в 306 году до н. э., по словам Д. Хойоса, не подтверждает слова Филина о существовании договора. Известно, что его называл выдумкой Филина Полибий, не нашедший следов документа в римских архивах. Впрочем, В. Хусс предполагал всё же реальность этого договора. Он писал в 2006 году, что в этом уверено большинство современных историков из-за предвзятого в сторону Филина отношения Полибия, который мог его намеренно дискредитировать, а также благодаря сообщениям других авторов, в частности Тита Ливия, который обвинял в нарушении договора именно карфагенян из-за помощи Тарасу (см. ниже), а также писал о словах Ганнона, что пытался держаться в стороне от Италии именно из-за договора. Комментатор «Энеиды» Вергилия Мавр Сервий Гонорат (сохранивший текст договора) писал, что римлянам и карфагенянам запрещалось флотам приставать у берегов друг друга. По словам В. Хусса, причины заключения такого договора кроются в заключённом в том же 306 году до н. э. договоре с тираном Сиракуз Агафоклом, который стал политическим унижением Карфагена без потерь территорий. Из-за этого они хотели защитить свои земли от новой экспансии, в частности римской, и ради этого им не составило труда отказаться от наступления в Италию, ведь дел там они ранее не вели. Советский историк Казимир Ревяко также описал договор как существующий, а деятельность Полибия и римской историографии он назвал «покрытием мраком тайны» с целью реабилитации агрессии.
К 304 году до н. э. римляне взяли под контроль Лаций, Кампанию и Южную Этрурию и продолжали экспансию на юг, заключив союз с Тарасом и в 291 году до н. э. основав колонию в Северной Апулии, которая была стратегическим форпостом против самнитов, с которыми у Рима была Третья война. На юге же новую активную экспансию вёл Агафокл, который покорил большую часть Сицилии и полуостров Бруттий. Когда он умер, Карфаген начал свою военную кампанию с целью покорения острова. Жители Великой Греции обратились за помощью на Балканский полуостров, к царю Эпира Пирру.
Пирр принял предложение и направился в Италию. В 280 и 279 годах до н. э. он разбил римлян при Гераклее и Аускуле. Однако вторая победа была слишком тяжёлой, и Пирр стал искать союзников. Тогда же Рим и Карфаген заключили договор о военном союзе против него. По словам антиковеда Ховарда Скалларда, со стороны Карфагена его, скорее всего, подписал флотоводец Магон. Впрочем, этот документ был рекомендательным и ни к чему не обязывающим, а также чрезмерно осторожным, и помощью друг друга ни Рим, ни Карфаген так и не воспользовались, не исключено, что опасаясь взаимной интервенции в земли друг друга. После поражения в своей кампании, Пирр покинул полуостров со словами, передаваемыми в Сравнительных жизнеописаниях Плутарха: «Какое ристалище для состязаний оставляем мы римлянам и карфагенянам, друзья!».

## Предпосылки и причины войны

### Версия Полибия
В середине 260-х годов до н. э. Сицилия стала центром противостояния более чем двух сил, одной из которых стали мамертинцы, уроженцы одноимённого города на Брутии, которые в годы господства Агафокла нанимались в его армию, а на следующий год после его смерти захватили Мессану, обманув и затем перебив её жителей. Они грабили окрестности, принадлежавшие и грекам, и карфагенянам, и взимали с них дань. Сиракузам во главе с Гиероном II удалось разбить противника в ходе Мамертинской войны.
К этому времени Пирр покинул Великую Грецию, и одержавшие победу карфагеняне смогли не только вернуть свои земли, но и, вполне вероятно, заняли значительные территории острова, ранее не входившие в состав их державы. Разбив флот Сиракуз, Карфаген занял центральную часть острова. Из-за тяжёлого поражения мамертинцы стали искать союзников и разделились на две группировки, каждая из которых склонялась к Риму или к Карфагену. Изначально победили вторые, и пунический флотоводец, что стоял у Липарских островов, высадил десант в Мессане, который не позволил Гиерону занять город и вынудил его отступить. Следом карфагеняне заняли Тиндариду, и столь явный успех стал для мамертинцев угрозой попадания в вассалитет. Это вновь разделило наёмников на два лагеря: сторонников заключения договора о взаимопомощи при условии сохранения независимости с Карфагеном и сторонников Рима. Победу одержали последние, которые направили посольство к римскому сенату.
К этому моменту отношения между Римом и Карфагеном окончательно испортились, последний договор против Пирра был символическим, а затем соглашение о добрососедстве и вовсе нарушили когда выслали свой флот на помощь осаждённому Тарасу. Это всё показывало, что причин блюсти мирный договор с Карфагеном не было. Впрочем, сенаторы колебались в том, стоит ли помогать мамертинцам. Они не испытывали к ним никакой симпатии, что было связано с тем, что относительно недавно сами римляне столкнулись с аналогичным происшествием: оставленный ими в городе недалеко от Мессаны, Регии, гарнизон из наёмных кампанцев поднял мятеж при поддержке самих мамертинцев и, воспользовавшись заторможенной реакцией Рима, занял Кротон и разрушил Каулонию. В 271 году до н. э., уже после разгрома Пирра, римляне взяли Регий штурмом, перебили и показательно казнили мятежников. Это событие было причиной, по которым сенаторам было сложно оправдать с моральной точки зрения помощь наёмникам.
С другой стороны, однако, была карфагенская угроза. Огромная морская держава карфагенян покорила большую часть острова и, заняв Сиракузы и Мессану, могла зажать Апеннинский полуостров в клещи и начать атаку вглубь самой Италии, наступление на «Вечный город», а также взять в свои руки всю торговлю здесь. Война с ними в любом случае обещала быть для Рима очень тяжёлой, однако и выгодной, как для сената, так и для торговцев и простых людей, как крестьян, чьи хозяйства были разорены и которые могли грабить земли противника, ведь бои предполагались именно там, так и тем, кто хотел бы занять более важное положение в римском обществе.
Вопрос был сложен, и в сенате его решить не смогли. Народные избранники решили дать народу шанс самому решить судьбу взаимоотношений с Карфагеном и обратились в трибутные комиции. Они решили вопрос в пользу войны, привлекаемые выгодами, что она сулила римскому народу.

### Вопрос историчности
Х. Скаллард писал, что так как мамертинцы уже около 25 лет владели городом, большинство сенаторов могли рассматривать их не как группу наёмников, а как самостоятельное государство, поэтому заботами о моральном аспекте помощи им были отягощены немногие сенаторы. Да и сами сторонники Карфагена среди мамертинцев не хотели обращаться к Риму по причине того, что уже воевали против него на стороне Пирра.
Х. Скаллард отмечал и то, что ещё одним мучившим римлян вопросом были взаимоотношения с Сиракузами. Помощь мамертинцам, как и вмешательство в конфликт в целом, могло сильно разозлить Гиерона II и его подданных. В историографии есть мнение, что римляне даже считали именно жителей Сиракуз, а не карфагенян своими основными противниками, ибо опасались всё возрастающего их влияния на южную часть Апеннинского полуострова. Придерживающиеся этого мнения исследователи заявляют, что все первые годы Первой Пунической войны Карфаген скорее наблюдал за противостоянием Рима и Сиракуз, и лишь убедившись в серьёзности намерений противника и его нежелании покидать Сицилию, начал активные боевые действия, которые привели к эпохе Пунических войн. Впрочем, Х. Скаллард писал, что вряд ли могут быть сомнения в том, что войну Аппий Клавдий Кавдекс с самого начала объявил Карфагену, а не Сиракузам.
Значительной критике версию Полибия подверг В. Хусс. В первую очередь его удивил те факты, что историк не объяснил причину почему Гиерон II сразу после победы не занял Мессану, а также объединил события об отправке людей к сенаторам и поражение при Лонгане, хотя на деле между ними было 5 лет разницы. К тому же, если бы римляне изначально были настроены против Карфагена, то такие настроения должны были там появится уже в 269 году, после занятия Мессаны десантом, однако нет никаких свидетельств этого. Хусс также писал, что Полибий преувеличил уровень угрозы, распространив владения Карфагена на земли, которыми он не владел. О том, что в своём описании перспектив войны Полибий мог быть излишне мрачен писал и Х. Скаллард. Впрочем, антиковед Юлий Циркин отметил спорность вопроса площади государства к моменту начала войны, поэтому писал, что историк мог и не преувеличивать. Хусс также отметил, что нет никаких свидетельств того, что даже собираясь покорить остров Сицилию целиком, карфагеняне планировали бы вторжение в Италию. Уверенно о том, что они не собирались писал антиковед Альфред Хойсс, а Х. Скаллард со ссылкой на него отметил возможность такового. Всё это заставляет исследователей настороженно относится к версии Полибия.

## Начало войны
В Мессину направилась эскадра, возглавляемая консулом Аппием Клавдием. Но к моменту прибытия город уже был взят под контроль Карфагеном. Тем не менее, Клавдий попытался проникнуть в город, возникла стычка — несколько римских кораблей было захвачено. Когда Клавдий всё-таки вошёл в город, он заманил Ганнона Мессанского (командира пунийского гарнизона Мессаны) на гражданское собрание города и приказал схватить его. Подвергнутый нечеловеческим пыткам, тот дал указание гарнизону отступить. Приказ был выполнен. Карфагеняне казнили своего адмирала и объявили Риму войну. Карфагенская армия высадилась в Сицилии, был заключён союз с Гиероном и начата осада Мессины. Из Рима была направлена армия под командованием Аппия Клавдия Кавдика — на судах, поставленных Тарентом и другими городами бывшей Великой Греции. В ходе боевых действий у Мессаны Карфаген с Сиракузами потеряли 6000 человек. Потери Рима свелись к гибели 1340 человек. В итоге пунийцы были вынуждены уйти от Мессины, а римская армия опустошала владения союзников карфагенян. Но осада Сиракуз завершилась поражением, и армия Аппия Клавдия переправилась через пролив в Регий.
В следующем 263 году до н. э. римляне довели численность своих войск в Сицилии до четырёх легионов в составе двух консульских армий под командованием Мания Валерия Максима и Мания Отацилия Красса. Эти армии действовали очень успешно: они завоевали более 50 городов и заставили Гиерона вступить в союз с Римом на условиях поставки продовольствия и выплаты 100 талантов контрибуции. Но вторжение на западную — карфагенскую — часть острова завершилось безуспешно.
В 262 году до н. э. Карфаген произвёл набор крупных контингентов наёмников, состоящих из галлов, кельтиберов и лигуров. Главной базой новой армии стал Акрагант (ныне Агридженто). Римская армия из четырёх легионов осадила Акрагант, и после шести-семи месяцев осады город пал. Пунийская армия, насчитывавшая 50 тысяч пехоты, 6000 конницы и 60 слонов, была разбита. Это имело катастрофические последствия для пунийского господства — многие города во внутренней части острова перешли на сторону Рима, но ещё большее число городов отложилась от него, из-за страха перед Карфагенским флотом. Пользуясь превосходством на море, карфагенский флот нападал на берега подвластной Риму южной Италии, грабил и опустошал их.

## Затяжная война в Сицилии
Традиционно военная сила Римской республики была почти исключительно в сухопутной армии, а определяющими компонентами этой силы были дисциплина и мужество римских солдат. Но теперь Рим неожиданно для себя оказался втянут в войну, где победа во многом зависела от результата боевых действий на море. В 260 году до н. э., использовав севшую на мель и захваченную карфагенскую пентеру в качестве образца, римляне в короткий срок построили крупный флот, состоявший из 100 пентер и 20 трирем. В дальнейшем римляне, осознав, что исход войны теперь зависит от господства на море, продолжали строить военные корабли и постоянно увеличивали численность своего флота.

Первая стычка нового флота с пуническим закончилась неудачно — 16 римских кораблей были захвачены карфагенянами в плен. Однако очень скоро карфагенская эскадра во время набега на Италию потерпела поражение в столкновении с римским флотом. Основной причиной победы было широкое использование римлянами абордажной тактики, что стало возможным в результате введения на римских кораблях абордажного ворона. Римляне захватили 31 корабль, потопили 14 (из пунийского флота в 130 кораблей, при этом римский флот насчитывал до 200), командующий флотом Гай Дуилий за свою победу получил триумф.

Значение этой победы было огромно — отныне Рим стал морской державой.
Боевые действия шли в Сардинии и Сицилии с переменным успехом.

## Африканская экспедиция
Наконец, римляне решили перенести войну в Африку — консулы Марк Атилий Регул и Луций Манлий Вольсон с флотом в 330 боевых кораблей, четырьмя легионами сухопутных сил и вспомогательными италийскими контингентами у мыса Экном вступили в бой с карфагенским флотом, который насчитывал 350 судов.
Римский флот был разделён на четыре эскадры по числу легионов. Двигался он тремя линиями. Впереди шли первый и второй флоты, возглавляемые двумя консульскими гексерами, во второй линии находился третий флот, буксировавший парусные грузовые суда. Четвёртый флот образовывал третью линию. Перед сражением 1-я, 2-я и 3-я эскадры развернулись в одну линию, а 4-я стала у берега, прикрывая грузовые корабли. Гамилькар с кораблями центра первоначально отступил, увлекая за собой два консульских флота, затем развернулся и вступил в битву. Левый фланг карфагенян сковал силы 3-й римской эскадры, а правый фланг, возглавляемый Ганноном, обошёл консульские корабли и атаковал 4-ю эскадру. Карфагеняне прижали половину военного флота и грузовые корабли к берегу, но упорное сопротивление римлян продолжалось. Консулы победили противостоящие им силы и один за другим поспешили назад. Им удалось окружить часть карфагенской эскадры у берега и захватить много кораблей. Остальные бежали. Римляне захватили 64 и потопили больше 30 карфагенских судов, убили 40 тысяч человек. Эта победа Риму обошлась недёшево — потери римлян в этой битве составили 24 корабля и 10 тысяч человек.
Затем консулы высадились у Клупеи и подвергли страну опустошению. Во владениях Карфагена начались многочисленные восстания ливийцев. Казалось, что победа близка, и Луций Вольсон вернулся в Рим, оставив Регулу 40 кораблей, 15 тысяч пехоты и 500 всадников. Карфагеняне перебросили из Сицилии 5000 пехоты и 500 всадников и решили дать римлянам сражение. Его исходом стало поражение пунийцев — потери составили 17-18 тысяч убитых и 5 тысяч. пленных, много городов было захвачено Римом. Начались мирные переговоры, но требования, выдвигаемые Регулом, показались Карфагену чрезмерными, и переговоры закончились безрезультатно.
В следующем 255 году до н. э. из Греции в подкрепление карфагенской армии прибыл контингент наёмников, набранный там перед высадкой римлян в Африке. В их числе был и спартанский полководец Ксантипп, тогда командовавший спартанским отрядом. Ксантипп убедил карфагенское правительство отдать ему командование войсками (которое им же было реорганизовано), и пунийцы перешли в контрнаступление. В битве у Тунета 12 тысяч пехоты, 4 тысячи всадников и 100 слонов карфагенян нанесли Регулу сокрушительное поражение. По совету Ксантиппа карфагеняне изменили тактику и решили дать сражение на равнине, чтобы эффективно использовать конницу и слонов, в которых у них было преимущество.
Регул двинулся навстречу карфагенянам вокруг озера, у которого находился римский лагерь. Это озеро обычно отождествляют с озером Тунис, у которого располагался город Тунет (Тунис). Римская армия подошла к месту расположения противника после изнурительного марша, во время которого она подвергалась обстрелу камнями и стрелами с окружающих холмов. Уставшие воины с ходу перешли реку, отделявшую их от карфагенян, надеясь быстрой атакой привести противника в замешательство. Карфагеняне немедленно построились. Впереди они разместили слонов, за ними — пехоту. Часть наёмников расположилась на правом фланге, на флангах находилась конница и легковооружённые наёмники. Римский строй был традиционный: впереди лёгкая пехота, за ней тяжёлая, фланги занимала конница. Строй пехоты углубили для более эффективной борьбы со слонами. Римская конница была разбита. Левый фланг римской пехоты разбил наёмников, не прикрытых слонами, и гнал их до лагеря. Слоны опрокинули переднюю часть пехоты, но были остановлены задними рядами. Часть римлян прорвалась через линию слонов, но была остановлена карфагенской тяжёлой пехотой. Карфагенская конница ударила во фланги и тыл римлян. Римляне потерпели сокрушительное поражение — от 12 до 30 тысяч римлян погибли, Марк Атилий Регул и 500 воинов попали в плен, лишь 2000 человек спаслось и бежало в крепость Клупею.

Потери карфагенян свелись к гибели 800 наёмников на правом фланге.
Для спасения остатков армии римский флот в 350 судов двинулся в Африку, нанеся у Гермесова мыса поражение пунийцам (потопили 104 и захватили 30 вражеских судов, уничтожили и пленили 15 тысяч человек, потеряв 9 судов и 1100 человек). Однако на обратном пути сильнейшая буря потопила почти весь флот Рима — 340 боевых и 300 грузовых судов. Существует предположение, что никакой бури не было, просто на неё списали потери в якобы победоносном сражении у Гермесова мыса. Как бы то ни было, в общей сложности потери римлян в этой катастрофе составили 100 тысяч человек.
Карфагеняне тем временем с крайней жестокостью подавили выступления угнетённого ливийского населения, тем самым укрепив свой тыл.

## Последние битвы войны

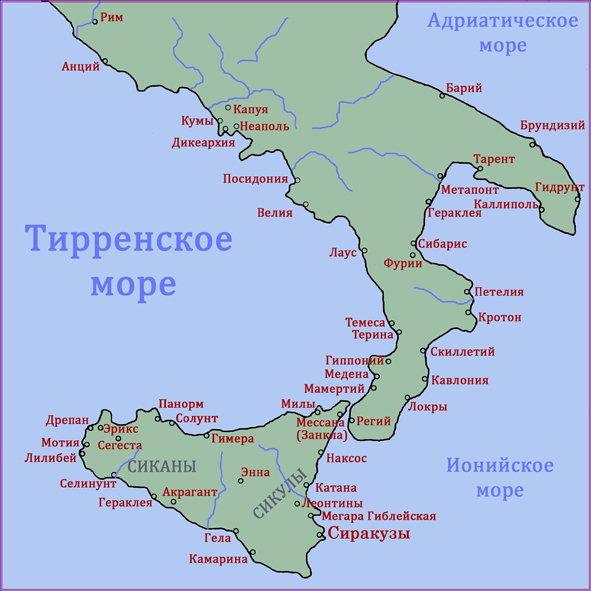
Сицилия и Южная Италия

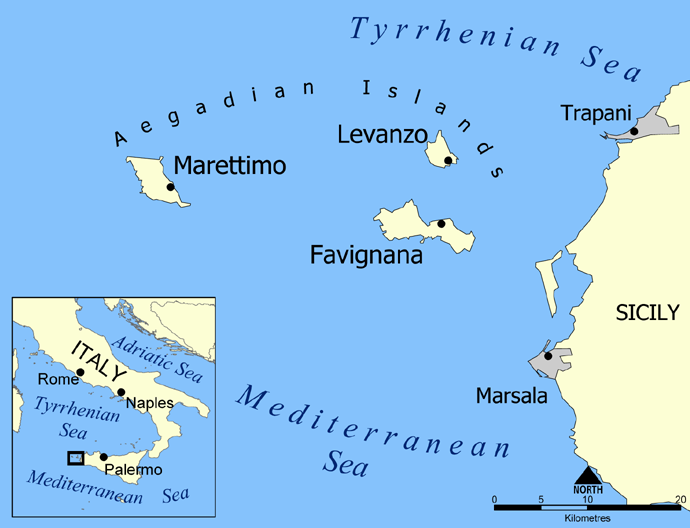
Эгатские острова

Боевые действия вновь развернулись на Сицилии — пунийцы отвоевали Акрагант и снарядили новый флот в 200 кораблей. Римляне также построили флот в 220 кораблей. После этого, пользуясь своим численным превосходством, римляне начали сильно теснить карфагенян в Сицилии, вновь захватив Акрагант и завоевав Панорм (ныне Палермо). Римляне вновь попытались перенести войну в Африку, но карфагенский флот загнал римский на мели, где буря уничтожила 150 кораблей, и после таких потерь сенат оставил лишь 60-корабельный флот для обороны побережья.
В 251 г. до н. э. состоялась битва при Панорме. Консул Цецилий спровоцировал противника на сражение. Первоначально он сделал вид, что не уверен в себе. Он удерживал войска в Панорме и провёл впереди своей стоянки ров огромных размеров. По Полибию, легковооружённые римляне тревожили противника до тех пор, пока Гасдрубал не выстроил всё войско (30 тыс. воинов и 130 слонов). После этого римляне отступили к стене и рву. Кроме того, Цецилий нарочно поставил на стенах мало защитников, чтобы внушить карфагенянам уверенность. Карфагеняне приблизились к городу. Римляне обстреливали слонов, а при их атаке укрылись за рвом. Здесь слоны подверглись мощному обстрелу со стены и из-за рва. Цецилий стоял за воротами против левого фланга карфагенян и постоянно посылал подкрепления своим войскам за городом. Кузнецы регулярно выносили новое метательное оружие и клали его снаружи у основания стены. Слоны обратились в бегство и расстроили ряды карфагенской армии. Свежие силы римлян вышли из города, ударили во фланг и добились полной победы. Атака была предпринята из всех ворот города, карфагеняне были окружены, многие пытались добраться вплавь до кораблей и утонули. Римляне предложили свободу тем пленным, которые поймают разбежавшихся слонов. Это согласились сделать нумидийские пленные. Было захвачено 120 слонов. В итоге этой битвы карфагеняне потеряли 20 тыс. человек.
Воодушевлённые успехом в следующем году римляне попытались захватить карфагенскую крепость Лилибей (ныне город Марсала). Флот в 200 кораблей и 40-тысячная армия Рима безуспешно осаждали её в течение длительного времени, но так и не достигли успеха.
В 249 г. до н. э. состоялась битва при Дрепане (ныне город Трапани). Консул Клавдий имел 120—210 кораблей. Римляне вошли в гавань, надеясь застать противника врасплох, но это не удалось. Карфагенский адмирал Атарбал успел посадить на корабли наёмников и выскользнул из гавани, следуя вдоль южной стороны города, расположенного на мысу. Он прошёл через пролив между Дрепанским мысом и скалистыми островками и обогнул острова с запада. Часть римского флота находилась в бухте, другие были на подходе. При попытке выйти из гавани в море возникла неразбериха. Только часть римских кораблей успела выстроиться лицом на запад и спиной к берегу. Карфагеняне, прижав противника к берегу, начали атаку. Атарбал возглавлял правый фланг, против которого находился Клавдий. Манёвренность кораблей и выучка карфагенских гребцов позволили Атарбалу навязать римлянам свою тактику. Карфагеняне обходили и таранили вражеские суда, загоняли их на мели, а в случае попытки римлян взять их на абордаж, быстро отходили в море. Клавдий с 30 кораблями левого фланга сумел прорваться вдоль берега на юг, от 93 до 137 римских кораблей были захвачены карфагенянами, хотя экипажи выброшенных на берег судов бежали, погибло 8-20 тысяч человек, 20-50 тысяч оказалось в плену.
Вскоре остатки римского флота были уничтожены в новом сражении карфагенским флотом и бурей, при этом потери Рима составили до 150 кораблей.
Период 248 — 242 годов до н. э. характеризуется крайним истощением сил обеих сторон, однако инициатива стала постепенно переходить к Риму. В Сицилии новым главнокомандующим Карфагена на замену предыдущего главнокомандующего Карталона стал Гамилькар. За этот период Гамилькар сумел отразить нападения римлян на Лилибей и Дрепаны, нанести контрудар в районе Панорма и совершить несколько дерзких набегов вглубь Сицилии и южной Италии. За свои стремительные действия он получил прозвище «Барка» (по-финикийски «Молния»). Эти успехи позволили пунийцам обрести надежду выиграть войну, однако в дальнейшем велись вялые боевые действия, которые почти ничего не решали.
В 242 году до н. э. в Риме на частные средства граждан был построен новый флот — 200 пентер. Но эти корабли были легче обычных римских квинквирем. Римляне готовились к решительной схватке за море. Они больше не собирались рассчитывать только на абордажную тактику и положились на использование тарана, что требовало большого искусства от экипажей. Поэтому римские моряки и гребцы тренировались ежедневно. В это же время положение карфагенян в Сицилии стало угрожающим из-за недостатка провизии в Лилибее и Дрепанах, поэтому в Карфагене было решено снарядить флотилию для помощи горожанам и сицилийской армии Гамилькара Барки. Во главе флота поставили Ганнона. Подготовка карфагенской флотилии не была ориентирована на морское сражение с римлянами, поэтому значительная часть судов состояла из транспортных купеческих кораблей, не предназначенных для морского боя. Вдобавок, карфагеняне из-за недостатка обученных гребцов на вёсла сажали необученных людей.
В 241 г. до н. э. между этими флотилиями состоялась битва при Эгатских островах, решившая исход войны в пользу Рима. Пунийский флот в 250 судов не смог противостоять римлянам и был разгромлен — потери составили 50 кораблей потопленными и 70 захваченными, римляне потеряли 30 кораблей потопленными и 50 повреждёнными. Карфаген был исполнен желанием отомстить за это поражение, однако средств на дальнейшее ведение войны у него просто не было. Вдобавок после поражения судьба армии Гамилькара Барки и городов Лилибей и Дрепаны висела на волоске из-за отсутствия выплат жалованья наёмникам и острой нехватки продовольствия.

## Итоги

Территории, отошедшие к Риму в 241—238 до н. э.

Карфагенское правительство предоставило Гамилькару Барке чрезвычайные полномочия для ведения мирных переговоров. Они были завершены на довольно хороших для Карфагена условиях (народное собрание в Риме первоначально даже отказывалось их ратифицировать). По условиям мирного договора Карфаген:
- полностью отказывался от Сицилии, которая становилась римским владением;
- выплачивал 3200 талантов контрибуции в течение 10 лет;
- вносил небольшой выкуп за свою сицилийскую армию.

Требование выдать перебежчиков и сдать оружие сицилийской армии было отвергнуто.
Первая Пуническая война не решила всех противоречий между Римом и Карфагеном, после его завершения всем было ясно, что этот мир не будет продолжаться долго. Конфликт между двумя державами ещё более обострился, когда Рим, воспользовавшись восстанием наёмников в Карфагене, вопреки условиям мирного договора захватил у поверженного врага в 238 до н. э. Корсику и Сардинию, а также заставил Карфаген выплатить унизительную дополнительную контрибуцию в размере 1200 талантов в возмещение римских военных расходов, когда карфагеняне попытались подавить мятежи на этих островах.
Победа Рима стала возможной благодаря превосходству ресурсов — за время войны потери в кораблях составляли 700 и 500 (для Рима и Карфагена соответственно).
Римская армия, состоящая из ополченцев, к концу войны стала опытной и достаточно профессиональной, карфагенская же армия наёмников часто показывала свою несостоятельность из-за отсутствия полководческих навыков большинства карфагенских полководцев и их неумения командовать многоязычной армией, а также из-за ненадёжности наёмников, из которых по большей части состояла армия Карфагена (в частности наёмники имели склонность к бунту или дезертирству из-за малейшей задержки жалованья).
Наконец, Рим показал свою готовность идти до конца и не останавливаться перед любыми жертвами ради победы. Резервы же Карфагена, опиравшегося на наёмные армии, исчерпались быстрее. Карфагенские граждане склонны были идти на материальные жертвы в меньшей степени, чем римляне.
Неспособность поддерживать большие армии привела к невозможности широкого применения абордажного боя на море — это привело бы к оголению сухопутного фронта. Флот применял тактику таранных ударов, требующую большого искусства экипажей.
Между тем продолжаются преобразования карфагенской армии, начатые ещё до войны. Осваиваются приёмы использования слонов, начинает меняться способ применения конницы и лёгкой пехоты за счёт использования фланговых ударов. К концу войны заметно возрастает качество карфагенской пехоты и командного состава сухопутных сил. Профессионализм последнего стал выгодно отличать пунийцев от римлян, у которых происходила ежегодная смена консулов. Появляются первые признаки применения карфагенянами двухлинейных построений пехоты и резервов. К концу войны карфагенская (и римская) армия, используя укреплённые лагеря и резервы, оказалась способна вести затяжные бои.

### На русском
- Дриди Эди[фр.]. Карфаген и Пунический мир = Carthage et Le Monde Punique : [пер. с фр.] / Н. И. Озерской. — М. : Вече, 2008. — 400 с. — (Гиды цивилизаций). — 3000 экз. — ББК 64.3(0)31. — УДК 94(3)(G). — ISBN 978-5-9533-3781-6.
- Майлз Ричард. Карфаген должен быть разрушен : Разрушен, но не забыт = Carthage Must be Destroyed : [пер. с англ.] / И. В. Лобанова. — М. : АСТ, 2014. — 572 с., 4 с. ил. — (Страницы истории). — 2000 экз. — ББК 63.3(0)32. — УДК 94(397.3)(G). — ISBN 978-5-17-084413-5.
- Махлаюк А. В. Римские войны : Под знаком Марса. — М. : ЗАО «Центрполиграф», 2010. — 445 с., 2 с. ил. — (Загадки истории). — 4000 экз. — ББК 63.3(0)3. — ISBN 978-5-9524-4537-6.
- Ревяко К. А. Пунические войны / отв. ред. Н. Н. Трухина. — Минск : «Университетское», 1988. — 272 с. — 4900 экз. — ББК 63.3(0)3. — ISBN 5-7855-0087-6.
- Родионов Е. Пунические войны. — СПб. : Издательство СПбГУ, 2005. — 626 с. — (Res Militaris). — ББК 63.3(0)3. — ISBN 5-7855-0087-6.
- Скаллард Г.-Х. Карфаген и Рим // Кембриджская история Древнего мира = The Cambridge Ancient History : [пер. с англ.] : в 12 т. / Под ред. Ф. У. Уолбэнка, А. Е. Астина, М. У. Фредериксена, Р. М. Огилви[англ.], Э. Драммонда ; Перевод, подготовка текста, заметка «От переводчика», примечания В. А. Гончарова. — М. : Научно издательский центр «Ладомир», 2015. — Т. VII : Возвышение Рима : От основания до 220 года до н. э., кн. 2. — С. 563—659. — 968 с. — 1500 экз. — ISBN 978-5-86218-531-7. — ISBN 978-5-94451-053-2.
- Хлевов А. А. Морские войны Рима. — СПб. : Издательство Санкт-Петербургского университета, 2005. — 496 с. — (Res Militaris). — ББК 63.3(0)32. — ISBN 5-288-03738-8.
- Хусс Вернер. История карфагенян = Die Kathager : [пер. с нем.] / Ю. Б. Циркина. — СПб. : Нестор-История, 2015. — 448 с., 6 с. ил. — (Историческая библиотека). — ББК 63.3(4). — ISBN 978-5-4469-0224-8.
- Циркин Ю. Б. Карфаген и его культура / отв. ред. И. Ш. Шифман. — М. : Главная редакция восточной литературы издательства «Наука», 1986. — 287 с. — (Культура народов Востока). — ББК 63.3(0)3.

### На других языках
- Goldsworthy Adrian. The Fall of Carthage : The Punic Wars 265–146 B.C. :  [англ.]. — London : Phoenix ; New York : Simon & Schuster, 2006. — 412 p. — ISBN 978-0-304-36642-2.
- Heuß Alfred. Der erste Punische Krieg und das Problem des römischen Imperialismus : Zur politischen beurteilung des Krieges :  [нем.] // Historische Zeitschrift. — 1949. — Bd. 169, H. 1 (1 Dezember). — S. 457—513. — ISSN 2196-680X. — doi:10.1515/hzhz-1949-0184.
- Hoyos B. Dexter. Mastering the West : Rome and Carthage at War :  [англ.]. — Oxford ; New York : Oxford University Press, 2015. — XXII, 337 p. — (Ancient warfare and civilization). — ISBN 978-0-199-86010-4.
- Hoyos B. Dexter. Unplanned wars : the origins of the First and Second Punic Wars :  [англ.]. — Berlin ; New York : Walter de Gruyter, 1997. — 31 October. — XIV, 326 p., 4 p. fig. — (Untersuchungen zur antiken Literatur und Geschichte / Herausgegeben von Winfried Bühler[нем.], Peter Herrmann und Otto Zwierlein[нем.] ; Bd. 50). — ISBN 978-3-110-15564-8. — doi:10.1515/9783110808353.
- Lazenby John. The First Punic War : a Military History :  [англ.]. — Stanford, CA : Stanford University Press, 1996. — April. — XXVII, 205 p. — ISBN 1-85728-135-7. — ISBN 1-85728-136-5.
- Scullard Howard H. A history of the Roman world : 753—146 B. C. :  [англ.] / With a new foreword by Tim Cornell. — 4th ed. — London ; New York : Routledge, 2014. — XXII, 491 p. — (Routledge Classics). — ISBN 978-0-415-52227-4. — ISBN 978-0-203-10379-1.